# Cabaret Cornichon

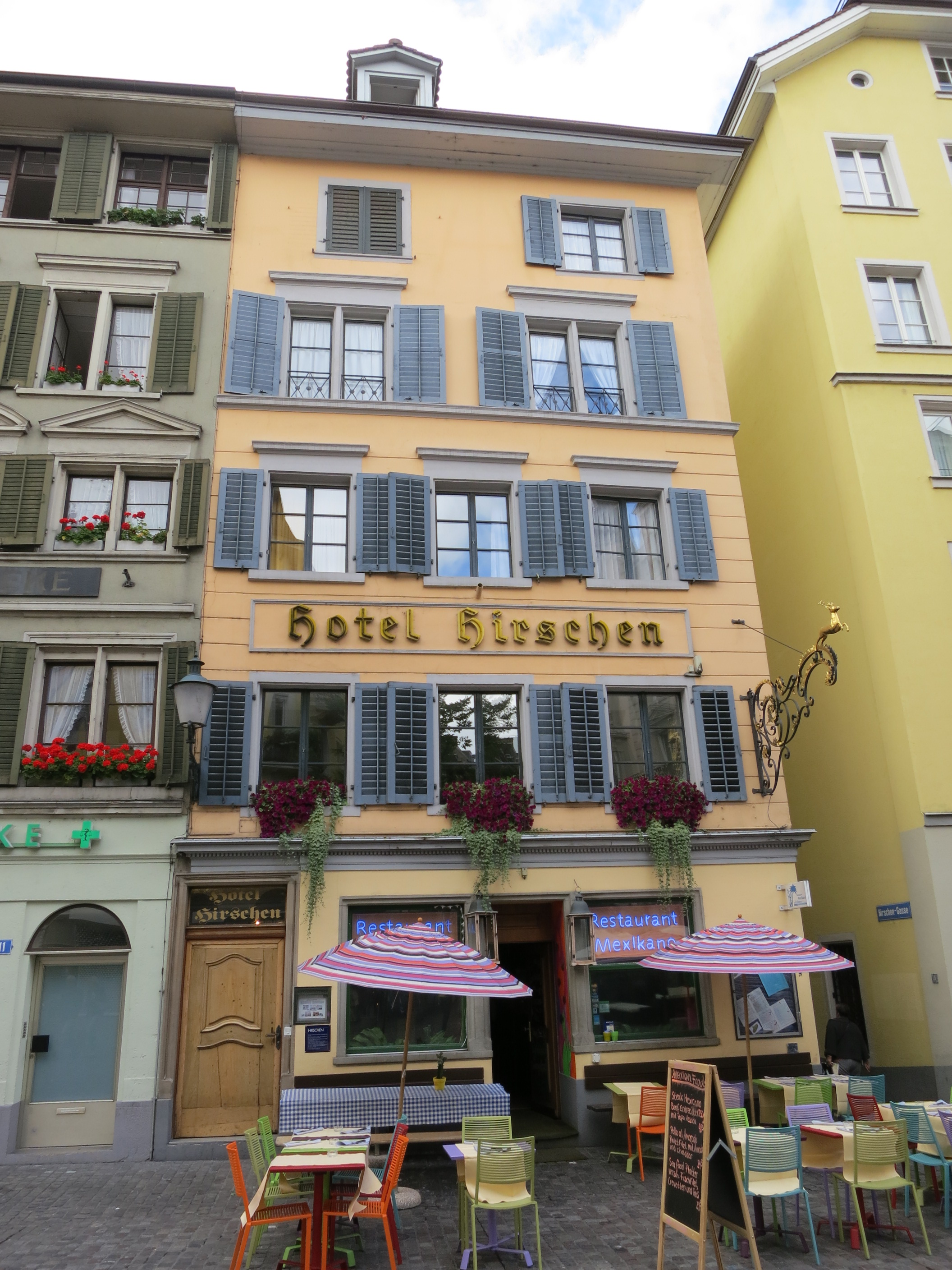
Hotel Hirschen, Zürcher Niederdorf

Das Cabaret Cornichon (von französisch Cornichon = Gewürzgurke) war ein Schweizer Kabarettensemble, das von 1934 bis 1951 bestand.

## Geschichte
Das Cabaret Cornichon wurde 1934 gegründet von Otto Weissert, Walter Lesch, Emil Hegetschweiler, Albert Ehrismann und Alois Carigiet, der Plakate und Bühnenbilder malte. 
Anstoss und Vorbild für das erste schweizerische Cabaret war das im Januar 1933 in München gegründete Kabarett Die Pfeffermühle. Das von Klaus und Erika Mann, Therese Giehse und Magnus Henning gegründete politische Kabarett musste vor den Nationalsozialisten in die Schweiz fliehen, wo es als Exilkabarett den Spielbetrieb im September 1933 im Hotel Hirschen in Zürich wieder aufnahm. 
Das Cornichon wurde während des Krieges von den Schweizer Zensurbehörden und dem Deutschen Generalkonsulat überwacht. Die diplomatischen Vertretungen der Achsenmächte intervenierten bis Ende 1944 regelmässig in Bern und Zürich. Daraufhin mussten einzelne Nummern aus dem Programm genommen oder umgeschrieben werden. Trotzdem gelang es in Mundart und kabarettistischer Verkleidung deutliche Stellungnahmen zu den brennenden Themen auf die Bühne zu bringen, welche die Besucher bewegten und in ihrem Widerstandswillen stärkten. 
Als nach dem Zweiten Weltkrieg die Spannungen des Kalten Krieges begannen, fiel das Ensemble auseinander. Während ein Teil der Mitglieder mit der politischen Linken sympathisierte, gründeten die Gegner dieses Kurses 1949 das Cabaret Fédéral.

## Konzept
«Im Kern schweizerisch, volkstümlich, politisch, allen guten Geistern der Freiheit und Menschlichkeit verschrieben sollten die Programme sein, das stand fest», schrieb Walter Lesch 1933. Das Cabaret Cornichon war in erster Linie ein Unterhaltungscabaret, kämpfte aber innenpolitisch im Sinn der Geistigen Landesverteidigung und aussenpolitisch gegen Faschismus und Nationalsozialismus. Es warnte vor Gleichgültigkeit und Anpassungserscheinungen in der Schweiz und mobilisierte durch satirische Attacken und Blossstellung der totalitären Bedrohung nachhaltig die inneren Abwehrkräfte. Das Cornichon war nicht pfefferscharf, dafür essigsauer wie die Gewürzgurke (in der Schweiz: Cornichon) und manchmal ätzend. Die Texte wurden oft zu Gassenhauern.

## Programme
- 1934: Programm ohne Titel, Grand Hotel Gloria Viktoria[1]
- 1935: Noch sind die Tage der Rosen, Gardus! Hupa-Haua[2][3][4]
- 1936: Erotik in der Schweiz, Äxgüsi, Schwarzi Händsche
- 1937: O Schwyzerherz, Landesausstellung, Xundheit! Gäge de Strich
- 1938: B.w.! Rübis und Stübis, Schwei-Hö-Wo
- 1939: Aschpiraziönli, Landi 1964, Uf Dutti
- 1940: Under-eus gseit, Limmat-Athen, Frischi Weggli
- 1941: Mir pflanzed, Geduld, Geduld, Vogel Strauss
- 1942: Plaudereien am Kaminfeuer, Teure Heimat, Grün ist die Hoffnung
- 1943: Schöni Ussicht, Salem Aleikum, Heissi Marroni[5]
- 1944: Freut euch des Lebens, Wie einst im Mai, O lala!
- 1945: Alles aus Liebe, Fraternisieren erlaubt
- 1946: Mir händ putzt!, Amtlich bewilligt, Vo Babylon uf Wäggis zue
- 1947: Wenn du glaubst, der Mond geht unter…, Zwüsched Whisky und Wodka
- 1948: Arche Noah, Es liit i dr Luft
- 1949: .. und zweitens als man denkt, Grimmige Märchen, Von der Wiege bis zur Bahre, Nur für Erwachsene
- 1950: O du liebi Zyt, Hebedi hebedi
- 1951: Sicher isch sicher

„Doch was ich leide, leiden ja nicht minder - Fast alle Schweizer Männer, Frauen Kinder. - Das ganze Volk hat einen Zungenschlag, - Das tritt besonders heute klar zu Tag. - Man rüstet nämlich südlich und im Norden - Ganz besoffen auf zu neuem Morden; - Bei uns in Genf jedoch, da bellt kein Hund: - Wir sind ja so – neutral im Völkerbund. - Ist es denn so schwer zu sagen - Worte, die die Welt versteht? - Ach, bis wir es endlich wagen, - Ist es wieder mal zu spät. - ..Z’schpaat!“

## Ensemble
Zu den Gründungsmitgliedern kamen später u. a. Max Werner Lenz, Elsie Attenhofer, Voli Geiler, Margrit Rainer, Heinrich Gretler, Zarli Carigiet, Karl Meier, Werner Belmont und Alfred Rasser dazu. Musikalischer Leiter war der Pianist Nico Kaufmann, Kapellmeister, Pianist und Komponist Tibor Kasics. Arnold Kübler schrieb 1937 alle Auftrittsverse für das Programm Guete Sunntig.

## Spielorte
Bis 1937 wurde alternierend mit der Pfeffermühle auf der Bühne im Hotel Hirschen gespielt, ab und zu im Zürcher Corso Theater und von Anfang an auf Tournee in der Schweiz, in Basel zum Beispiel im Restaurant Gambrinus, 1937 an der Weltausstellung in Paris.

## Rezension
„Die Vorstellungen des Cabaret Cornichon während den schwierigen dreissiger Jahre und des Zweiten Weltkrieges blieben für den engagierten zeitgenössischen Schweizer unvergessen. (…) Es wird einem wieder bewusst, wie sehr das Cabaret den Widerstandswillen von Tausenden von Besuchern gegen die totalitäre Bedrohung gestärkt hat, und dass seine Wirkung eine nachhaltige war, die weit über den jeweils glanzvollen Abend hinausging.“

## Auszeichnung
- 1944: Ehrengabe der Stadt Zürich.

## Archive
- Archivalien zum Cabaret Cornichon befinden sich im Archiv Elsie Attenhofer im Stadtarchiv Zürich und im Schweizer Cabaretarchiv Thun.
- Die Polizeiakten zum Cabaret Cornichon sind im Schweizerischen Bundesarchiv, Bern und im Staatsarchiv Zürich.